# Toshikazu Kawaguchi
Toshikazu Kawaguchi (japoński 川口俊和, ur. 3 kwietnia 1971 w Osace) - japoński pisarz, producent, reżyser i scenarzysta. Członek grupy teatralnej Sonic Snail. Zdobył popularność sztuką "Zanim wystygnie kawa", która doczekała się ekranizacji, a na jej bazie powstała także książka fabularna.

## Twórczość
Kawaguchi tworzy głównie w nurcie fantasy, science-fiction i literaturze pięknej, do których należą:
Cykl Zanim wystygnie kawa:
- Zanim wystygnie kawa (2015, oryg. コーヒーが冷めないうちに, ang. Before the Coffee Gets Cold), Grupa Wydawnicza Relacja, Warszawa 2022, tłum. z jęz. angielskiego Joanna Dżdża, ISBN 978-83-67216-46-3
- Zanim wystygnie kawa. Opowieści z kawiarni (2017, oryg. この嘘がばれないうちに, ang. Before the Coffee Gets Cold: Tales from the Café), Grupa Wydawnicza Relacja, Warszawa 2023, tłum. z jęz. angielskiego Joanna Dżdża, ISBN 978-83-67555-42-5
- Zanim wyblakną wspomnienia (2018, oryg. 思い出が消えないうちに, ang. Before Your Memory Fades), Grupa Wydawnicza Relacja, Warszawa 2023, tłum. z jęz. angielskiego Joanna Dżdża, ISBN 978-83-67817-67-7
- Zanim się pożegnamy (2021, oryg. さよならも言えないうちに, ang. Before We Say Goodbye) Grupa Wydawnicza Relacja, Warszawa 2024, tłum. z jęz. angielskiego Joanna Dżdża, ISBN 978-83-68021-91-2
- Zanim zapomnimy o życzliwości (2023, oryg. やさしさを忘れぬうちに, ang. Before We Forget Kindness) Grupa Wydawnicza Relacja, Warszawa 2025, tłum. z jęz. angielskiego Joanna Dżdża, ISBN 978-83-68227-56-7
- 愛しさに気づかぬうちに (2024)

Inne dzieła:
- COUPLE
- Sunset Song
- Family Time

## Nagrody
Kawaguchi otrzymał główną nagrodę w 10th Suginami Drama Festival grand prize.
Zanim wystygnie kawa. Opowieści z kawiarni otrzymało tytuł Książki Roku 2023 w kategorii literatura piękna w Plebiscycie czytelników Lubimy Czytać